# Complementsysteem
Het complementsysteem of complement, is een reeks in bloedplasma opgeloste eiwitten. Het complement speelt, samen met antistoffen en fagocyten, een zeer belangrijke rol bij de afweer tegen micro-organismen. Het is sterk betrokken bij de activatie van immuuncellen, zoals granulocyten, monocyten, B-lymfocyten, dendritische cellen.
Het complementsysteem was vroeger bekend als een systeem van factoren die in vers serum aanwezig zijn, en die verantwoordelijk zijn voor lysis van met antilichamen gecoate cellen (bacteriën, virussen, geïnfecteerde erytrocyten).
Dit complementsysteem bleek, na gedetailleerd onderzoek, te bestaan uit een hele reeks plasma-eiwitten, "complementfactoren", die via een kettingreactie (cascade) aanleiding geven tot lysis van de met antilichamen bedekte micro-organismen en daarnaast het aantrekken van fagocyterende cellen door middel van de productie van 'lokstoffen' (chemotaxis), contractie van gladde spiercellen, het vrijmaken van histamine en lysosomale enzymen etc.
Deze kettingreactie bestaat uit het achtereenvolgens knippen van eiwitten door andere eiwitten die net voordien zelf geknipt werden; een signaalvermenigvuldigingssysteem dus.
Onder normale omstandigheden verkeert het complementsysteem in een niet-geactiveerde staat. Activatie, en daarmee het ontstaan van biologische activiteit, kan plaatsvinden na interactie van complementcomponenten met bijvoorbeeld immuuncomplexen of rechtstreeks met allerlei bacteriën en virussen zonder tussenkomst van antilichamen.
Het systeem zou een van oudste verdedigingssystemen van het lichaam tegen ziektenverwekkers (pathogenen) zijn. Complement hoeft niet geleerd te worden hoe er moet worden omgegaan met pathogenen, het werkt direct vanaf de geboorte (zogenaamd aangeboren immuunsysteem (innate)). Dit in tegenstelling tot de witte bloedcellen die eerst een pathogeen moeten herkennen (zogenaamd adaptief immuunsysteem).

Duitstalig schema van complementcascade

## Routes
Er zijn drie verschillende routes die de complementcascade kunnen activeren.
- De klassieke route
- De alternatieve route
- De lectine-route (mannosebindend lectine-route of MBL-route)

Deze routes hebben verschillende moleculen die ze activeren, maar ze monden uit in hetzelfde anti-infectieus effect:
- opsonisatiefactoren die het fagocyteren van pathogenen vergemakkelijken
- immuunfactoren die fagocyten aantrekken en activeren
- membrane attack complex (MAC) dat een porie vormt in bijvoorbeeld de bacteriecelmembraan. Zonder celmembraan loopt een cel leeg en verschrompelt ze.

### Naamgeving
Alle complementfactoren van de klassieke route en het MAC bestaan uit de letter C gevolgd door een nummer. Bijvoorbeeld C1 en C2. De componenten zijn genummerd in de volgorde waarin ze zijn ontdekt, en niet in de volgorde van de cascade, die als volgt gaat: C1, C4, C2, C3, C5, C6, C7, C8, C9.
Door activering van deze componenten worden verschillende factoren in fragmenten gesplitst, die men aanduidt met een kleine letter. Het grootste fragment duidt men aan met een kleine b, en het kleinere fragment met een kleine a, bijvoorbeeld: C4 wordt gesplitst in C4b, het grotere fragment van C4 dat bindt aan het oppervlak van een pathogeen, en in C4a, een klein fragment. Bij C2 is dit echter niet zo. Hier is C2a het grootste fragment, en C2b het kleinste. (De reden hiervoor, is: in een grijs verleden heeft iemand niet goed opgelet, en het grootste fragment a benoemd en het kleinste b. Het is erg moeilijk dit weer goed te krijgen, over de gehele wereld.)
De componenten van de alternatieve route zijn niet genummerd, maar benoemd met hoofdletters. Bijvoorbeeld factor B, en factor D. Net als bij de klassieke route, worden de gesplitste fragmenten aangeduid met een kleine a of b. Dus als factor B gesplitst wordt, dan heet het grootste fragment Bb, en het kleinste Ba.
Bij de lectine-route zijn de eerste enzymen die worden geactiveerd bekend als mannan-binding lectin-associated serine proteases (MASP-1, en MASP-2). Hierna is de route hetzelfde als de klassieke route.
In de vroege fase van een infectie, kan de complementcascade worden geactiveerd door één of meer van de drie routes. Complementactivatie via de klassieke route gebeurt voornamelijk door immuuncomplexen. De alternatieve route wordt geactiveerd door pathogene oppervlakten, en de lectine-route wordt geactiveerd als het mannan-binding lectin bindt aan mannose en sommige andere suikers.

### De klassieke route
De klassieke route wordt onder andere geactiveerd door immuuncomplexen, sommige proteolytische enzymen (plasmine, kallikreïne), bepaalde RNA-virussen.
Het eerste plasma-eiwit in de klassieke route is C1. C1 is een immuuncomplex van C1q, C1r en C1s.
C1q bindt aan het Fc-gedeelte van een antilichaam. De C1q-bindingsplaats aan het Fc-uiteinde komt echter pas vrij wanneer het antilichaam aan het antigeen gebonden is. C1q kan niet aan vrije antilichamen binden.
Zodra het C1q gebonden is aan het antilichaam, wordt het C1r actief, die op zijn beurt C1s activeert. C1s splitst dan C4 in C4a en C4b. C4b bindt dan aan het oppervlak van het antigeen. C2 bindt zich dan aan het C4b, waardoor C1s C2 kan splitsen in C2a en C2b, waardoor je het C4b,C2a complex krijgt.
Dit complex is een C3-convertase, die C3 kan splitsen in C3a, en C3b. Het is belangrijk dat er veel C3-moleculen worden gesplitst, zodat er veel C3b-moleculen zijn die aan de membraan van het antigeen binden.
C3 komt in het menselijk serum in de hoogste concentratie voor en vormt tegelijkertijd het knooppunt van de alternatieve-, de klassieke-, en de lectine-route.

### De alternatieve route
Deze route wordt ook wel het properdine-systeem genoemd. Er zijn geen antilichamen nodig om deze route te activeren. Deze route activeert zichzelf door spontane hydrolyse van C3. Er zijn een aantal mechanismen die ervoor zorgen dat de cascade alleen door kan gaan op de membraan van een antigeen.
C3 hydrolyseert spontaan (C3(H2O)) er ontstaat C3i, waardoor factor B bindt aan C3i. Hierdoor kan factor D, factor B splitsen in Ba en Bb. Het C3iBb-complex is een C3-convertase, die meer C3 splitst in C3a en C3b. C3b moet dan binden aan een celmembraan, omdat het anders geïnactiveerd wordt. Nu kan het binden aan een antigeen, maar ook aan een eigen cel. factor B bindt weer aan die C3b. Die factor B wordt dan weer gesplitst in Bb (en Ba) door factor D.
Heeft het C3bBb molecuul zich gebonden aan een eigen cel, dan zijn er inhibitoren die ervoor zorgen dat de eigen cel niet wordt gelyseerd.
Bindt het C3bBb molecuul zich aan een antigeen, dan bindt factor P eraan. C3bBbP is weer een C3-convertase die veel C3-moleculen splitst in C3a en C3b.

### De lectine-route / De mannose-route
De lectine-route gebruikt een eiwit dat veel lijkt op C1q om de complementcascade te activeren. Dit eiwit is het mannosebindend lectine (MBL). MBL is een eiwit dat specifiek bindt aan mannose en sommige andere suikers. MBL bestaat uit MASP-1 en MASP-2.
MASP-1 en MASP-2 lijken veel op C1r en C1s, en splitsen ook C4 en C2 in respectievelijk C4a en C4b, en C2a en C2b. Verder loopt de cascade hetzelfde als de klassieke route.

### Membrane attack complex
De drie routes komen samen bij complementfactor C3. Bij alle drie de routes is er een C3-convertase die C3 splitst in C3a en C3b. Dit C3b bindt dan aan C4b,2a (klassieke- en lectine-route) en aan C3b,Bb (alternatieve route) wat een actieve C5-convertase vormt. C5 wordt daardoor gesplitst in C5a en C5b.
C5b bindt dan C6 en C7, en het C5b,6,7-complex bindt aan de membraan van het micro-organisme via C7. C8 bindt dan aan het complex, en steekt in de celmembraan. Meerdere C9 moleculen binden dan aan het C5b,6,7,8-complex. Ze maken een gat in de membraan en er treedt lysis op.